# Jánossy Lajos (fizikus)
Jánossy Lajos (Budapest, 1912. március 2. – Budapest, 1978. március 2.) Kossuth-díjas fizikus, asztrofizikus, matematikus, a Magyar Tudományos Akadémia tagja (rendes 1950). A 20. századi magyar fizika történetének egyik legsokoldalúbb, iskolateremtő egyénisége volt, egyaránt kimagasló eredményeket ért el az asztrofizika, az atomfizika, a kvantummechanika, a fizikai matematika és statisztika, az elektrodinamika és az optika területén. Lukács György (1885–1971) filozófus, esztéta nevelt fia, Jánossy Ferenc (1914–1997) közgazdász, gépészmérnök bátyja, Kahn Leonie (1913–1966) férje, Jánossy Mihály (1942–2004), Jánossy András (1944), Jánossy István (1945) fizikusok és Jánossy Anna (1938–1999) kutatóorvos apja.

## Életútja
A Tanácsköztársaság bukását követően, 1919-ben édesanyjával, Bortstieber Gertrúddal és mostohaapjával, Lukács Györggyel együtt elhagyták az országot és Bécsben telepedtek le. Középiskoláit Bécsben járta ki, felsőfokú tanulmányait pedig 1930–1934 között a bécsi és a berlini egyetemeken végezte. 1934-től Berlinben, Werner Kolhörster asztrofizikai laboratóriumában dolgozott. A nácizmus és a második világháború elől menekülve 1936-ban Londonba települt át, és 1938-ig a Birkbeck College-ban végzett kutatómunkát. 1938-tól a Manchesteri Egyetemen, a később Nobel-díjjal kitüntetett Patrick Blackett által irányított kozmikussugárzás-kutató csoportban folytatott asztrofizikai vizsgálatokat. 1947-től Walter Heitler és Erwin Schrödinger kvantumfizikusok hívására a Dublin Institute for Advanced Studies professzoraként és a kozmikus sugárzást tanulmányozó laboratóriumi kutatócsoport vezetőjeként dolgozott.
1950-ben a Dobi István-kormány mindent megtett azért, hogy Jánossy visszatérjen Magyarországra. Rendes akadémiai tagságot kínáltak fel számára (noha nem volt az Akadémia levelező tagja), egyúttal kinevezték a budapesti Eötvös Loránd Tudományegyetem tanárává és az MTA akkor alapítandó Központi Fizikai Kutatóintézetének (KFKI) osztályvezetőjévé, a Kozmikus Sugárzási Laboratórium vezetőjévé. Jánossy élt a lehetőséggel, még 1950-ben hazatért, elfoglalta a felajánlott posztokat és jelentősen hozzájárult a működését végül 1951-ben megkezdő KFKI szervezési munkálataihoz. 1954-től a kutatóintézet igazgatóhelyettese, 1956-tól igazgatója, 1970-től haláláig tudományos tanácsadója és igazgatótanácsának tagja volt. Ezzel párhuzamosan a budapesti tudományegyetem elméleti fizikai tanszékén oktatott, majd 1957 és 1970 között az atomfizikai tanszék első vezetője volt. Kutatóintézeti igazgatói mivoltában kíméletlenül eltávolította az intézetből azokat, akik vezetői voltak 1956-ban a KFKI Forradalmi Bizottságának, noha annak maga is tagja volt.
Politikai szerepvállalását az is jelzi, hogy 1962-től haláláig tagja volt a Magyar Szocialista Munkáspárt Központi Bizottságának, emellett szerepet vállalt a fővárosi XII. kerületi pártszervezet és a KFKI végrehajtó bizottságának pártmunkájában is.

## Munkássága
Pályája elején, a németországi, angliai és írországi emigrációban főként asztrofizikai kérdésekkel, a kozmikus sugárzás kísérleti vizsgálatával és elméletével foglalkozott. Nevéhez fűződik a Geiger–Müller-féle koincidenciamérő műszer továbbfejlesztése és alkalmazása a kozmikus sugárzás szekunder komponenseinek (pionok, müonok, kaonok, gamma-sugárzás stb.) mérésére. Kimutatta a primer kozmikus sugárzás és a földi légkör ütközéséből keletkező légizáporokat, meghatározta és jellemezte ezek kiterjedt és áthatoló változatait. A kozmikus sugárzás kapcsán előbb Walter Heitlerrel, később KFKI-beli munkatársaival közösen a mezonkeltés kaszkádmechanizmusára, a mezontérre és a nukleonok szerkezetére vonatkozó jelentős kutatásokat folytatott.
Érdeklődése korán kiterjedt a fizikai matematika és statisztikai analízis kérdéskörére, s ez a terület élete végéig foglalkoztatta. Olyan matematikai eljárásokat vezetett be a részecskefizikai kísérleti eredmények kiértékelésének módszertanába, mint például a valószínűség-, a differenciál- vagy az integrálszámítás, emellett kidolgozta a kozmikus sugárzásban tetten érhető kaszkádfolyamatok statisztikai elemzésének metódusát is.
Az 1940-es évektől kutatásai elméleti síkra terelődtek, érdeklődése szerteágazóbb lett. Foglalkozott a relativitáselmélet interpretációs kérdéseivel, kvantummechanikával, elektrodinamikai (elektromágneses sugárzás) és optikai problémákkal egyaránt. A speciális relativitáselmélet Lorentz-féle felfogásából kiindulva, filozófiai (tudományos marxista) szemléletet alkalmazva Elek Tiborral kidolgozta egy az einsteinitől eltérő, de azonos fizikai eredményekre jutó relativitáselmélet alapjait, amely a szakmai közvéleményben nagy vitákat gerjesztett. Az elektrodinamika területén bevezette Magyarországon az elektromos töltéssel rendelkező részecskék mérésére és tulajdonságaik elemzésére alkalmas Wilson-kamrás kísérleteket. A KFKI-ban munkatársaival együtt fizikai optikai kísérleteik, az ún. Jánossy-kísérletek során olyan kvantummechanikai eljárást dolgozott ki, amelynek során gyenge intenzitású fénynyalábokkal is interferenciajelenségek hozhatóak létre (jóllehet, a kísérletekkel ennek lehetőségét kívánták cáfolni). Jelentősek továbbá a fény mikrostruktúrájára, kettős természetére vonatkozó vizsgálati eredményei is.
Mindemellett gyakran foglalkozott a fizika filozófiai értelmezésével, illetve a fizikaoktatás gyakorlati kérdéseivel, a fizika népszerűsítésével is. Nagyobb áttekintő monográfiái rendszerint több nyelven megjelentek, nemegyszer előbb adták ki őket idegen nyelven, mint magyarul. Tevékenyen részt vett a természettudományos közélet szervezésében. 1953-tól haláláig a Magyar Fizikai Folyóirat főszerkesztője volt, valamint szerkesztőbizottsági tagja volt az Acta Physica és a Magyar Tudomány periodikáknak, valamint a Foundations of Physics című nemzetközi fizikai szakfolyóiratnak.

## Társasági tagságai és elismerései
1950-től a Magyar Tudományos Akadémia rendes, 1973-tól elnökségi tagja volt, de számos további tisztséget is betöltött az Akadémián: 1955–1960 között titkára, 1961–1961-ben főtitkárhelyettese, 1961–1973 között alelnöke volt. Nemzetközi elismertségét tanúsítja, hogy több nemzeti tudományos akadémia tagjai sorába választotta: 1948-tól az ír Royal Irish Academy, 1954-től a Német Demokratikus Köztársaság Tudományos Akadémiájának, 1958-tól a Bolgár Tudományos Akadémia, 1961-től a Mongol Tudományos Akadémia tagja volt. 1950 és 1969 között az Eötvös Loránd Fizikai Társulat alelnöki tisztségét töltötte be, de évekig volt elnöke az Országos Atomenergia Bizottságnak is. 1966-tól haláláig töltötte be a Magyar Bélyeggyűjtők Országos Szövetségének elnöki tisztét.
Tudományos munkássága elismeréseként 1951-ben Kossuth-díjat, 1972-ben Akadémiai Aranyérmet vehetett át, 1978-ban pedig megkapta az Eötvös Loránd Fizikai Társulat Érmét
Tiszteletére az Eötvös Loránd Fizikai Társulat 1994-ben megalapította a Jánossy Lajos-díjat, amely az elméleti és kísérleti kutatások terén kimagasló munkásságú tudósoknak adható.

## Főbb művei
- Cosmic rays, Dublin, Dublin Institute for Advanced Studies, 1947, 56 o.
- Cosmic rays and nuclear physics, London, Pilot Press, 1948, 186 o.
  - Magyarul: Kozmikus sugárzás, Budapest, Művelt Nép, 1954, 137 o.
  - Olaszul: Raggi cosmici e fisica nucleare, Milano, Bompiani, 1954, 275 o.
  - Németül: Einführung in die kosmische Strahlenforschung, Berlin, Deutscher Verlag der Wissenschaften, 1955, 148 o.
  - Lengyelül: Promienie kosmiczne, Warszawa, Wiedza Powszechna, 1956, 158 o.
  - Bolgárul: Koszmicsni lacsi, Szofija, Akad, 1957, 141 o.
- Cosmic rays, Oxford, Clarendon Press, 1948, 424 p.
  - Oroszul: Koszmicseszkije lucsi, Moszkva, 1949, 464 o.
- Philosophical analysis of the special theory of relativity, Budapest, Central Research Institute of Physics, 1960, 76 o.
  - Magyarul: Filozófiai megjegyzések a speciális relativitáselméletről, Budapest, Központi Fizikai Kutatóintézet, 1960, 62 o.
- Überlegungen zu den Grundlagen der Wahrscheinlchikeitsrechnung, Berlin, Akademie-Verlag, 1960, 23 o.
- Reflections of the problem measuring the velocity of light, Budapest, Central Research Institute of Physics, 1963, 42 o.
- Atommaglexikon, főszerk. Jánossy Lajos, Budapest, Akadémiai, 1963, 453 o.
- A relativitáselmélet filozófiai problémái, Budapest, Akadémiai, 1963, 351 o. (Elek Tiborral)
- A relativitáselmélet problémaköre a Lorentz-elv megvilágításában, szerk. Siklós Tivadar, Budapest, Központi Fizikai Kutatóintézet, 1964, 47 o.
- Theory and practice of the evaluation of measurements, Oxford, Clarendon Press, 1965, 481 o.
  - Oroszul: Tyeorija i parktyika obrabotki rezultatov izmerenyij, Moszkva, Mir, 1965, 462 o.
  - Magyarul: Mérési eredmények kiértékelésének elmélete és gyakorlata, Budapest, Akadémiai, 1968, 527 o.
- A valószínűségelmélet alapjai és néhány alkalmazása különös tekintettel mérési eredmények kiértékelésére, Budapest, Tankönyvkiadó, 1965, 206 o.
- Relativitáselmélet és fizikai valóság, Budapest, Gondolat, 1967, 327 o.
  - Angolul: Theory of relativity based on physical reality, Budapest, Akadémiai, 1971, 317 o.
  - Bolgárul: Teoriâta na otnositelnostta i fizičeskata dejstvitelnost, Szofija, Akad., 1973, 269 o.
  - Japánul: Butsurigakuteki sotaisei riron, Tokyo, Kodansa, 1974, 384 o.
- Fizika, I–III. köt., Budapest, Tankönyvkiadó, 1969–1971. (Főzy Istvánnal és Kulin Györggyel)
- Papers published from 1934 to 1971, I–V. köt., Budapest, Central Research Institute of Physics, 1962–1971.
- Valószínűségszámítás, Budapest, Tankönyvkiadó, 1972, 61 o. (Tasnádi Péterrel)
- Vektorszámítás, Budapest, Tankönyvkiadó, 1973, 470 o. (Tasnádi Péterrel)
- Relativitáselmélet a fizikai valóság alapján, Budapest, Akadémiai, 1973, 311 o.
- Szemléletes differenciálszámítás: Függvényektől a differenciálásig, Budapest, Tankönyvkiadó, 1974, 166 o. (Jánossy Istvánnal).
- Szemléletes integrálszámítás, Budapest, Tankönyvkiadó, 1974, 154 o. (Jánossy Istvánnal)
- Fejezetek a mechanikából, szerk. Sas Elemér, Budapest, Minerva, 1975, 151 o.
- Vektorszámítás, I–III. köt., Budapest, Tankönyvkiadó, 1980–1983. (Tasnádi Péterrel és Gnädig Péterrel)
- Vektorok integrálása, Budapest, Franklin, 1983, 398 o. (Tasnádi Péterrel és Gnädig Péterrel)
- Vektorok és tenzorok differenciálása, Budapest, Franklin, 1989, 253 o.

## További irodalom
- Hajduska István: Jánossy Lajos, in: Fizikai Szemle 1968. 9. sz. 273–275.
- Pál Lénárd: Jánossy Lajos, in: Acta Physica 1977
- Tétényi Pál & Szabó Ferenc: Búcsú Jánossy Lajostól, in: Fizikai Szemle 1978. 3. sz. 82–88. (bibliográfiával)
- Nagy Károly: Jánossy Lajos, in: Magyar Tudomány 1978. 9. sz. 706–708.
- Somogyi Antal: Gondolatok Jánossy Lajos születésének hetvenedik évfordulóján, in: Magyar Tudomány 1982. 5. sz. 391–396.
- In memoriam Lajos Jánossy – 75, Erwin Schrödinger – 100, Budapest, Központi Fizikai Kutatóintézet, 1987, 148 o.
- Tarján Imre: Emlékezés Jánossy Lajosra, in: Fizikai Szemle 1987. 4. sz. 121–122.
- Varga Péter: Jánossy Lajos, az igényes fizikus